# مدينة المعلومات (مسلسل)
مدينة المعلومات هو مسلسل تلفزيوني عربي مخصص للأطفال عرض على قناة "سبيستون"، من بطولة عدد من الأطفال والنجم قصي خولي والنجمة أناهيد فياض والنجم غازي حسين وغيرهم. المسلسل يحوي عدة فقرات مميزة ومفيدة للطفل العربي. وهو من تأليف ممدوح حمادة وسلافة حجازي وهو برنامج في الأساس يستهدف الأطفال ويعد البرنامج الناطق بالعربية الحديثة عربي التوجه يهدف إلى رفع مستوى الثقافة العامة لدى الأطفال وزيادة محتوى معلوماتهم عن كافة العلوم الإنسانية، هذا الهدف يقدمة البرنامج من خلال مشاهد تمثيلية عن مدينة صغيرة يسكنها عدد من الأشخاص والأسر والأطفال طيبي التعامل يعيشون بسلام وكل حلقة تمثل يوما من حياتهم اليومية تحدث فيها أحداث تمثل مواضيع ذات اهتمام للأطفال والأسرة بشكل عام يتخلل تلك المشاهد عدد من الفقرات الكرتونية والأناشيد والأغاني تقدم المعلومات بشكل ممتع وشيق وجاذب للاطفال.المسلسل لاقى رواجا كبيرا ونسب مشاهدة كبيرة كما بث على عدد من القنوات الفضائية للأطفال من ضمنها قناة سبيس تون والتلفزيون السعودي وقناة اجيال وتلفزيون الكويت.

## بداية المسلسل
بدأ المسلسل عام 2004 في الكويت وقد مثل في المسلسل عدد كبير من الممثلين الكبار وخاصة الممثلين السوريين مثل قصي خولي و معن عبد الحق و زياد الرفاعي و غيرهم

## الجزء الثاني
انتج جزء ثاني للمسلسل في عام 2007 في الكويت، وقد مثل في الجزء عدد كبير من الممثلين الكبار وخاصة الممثلين السوريين مثل ميلاد يوسف و معن عبد الحق و أناهيد فياض و عادل أبو حسون و غيرهم.